# Eva Hamberg
Eva Marit Elisabeth Hamberg, född 19 oktober 1944 i Södertälje stadsförsamling, är en svensk teologisk forskare. Hon är teologie och filosofie doktor samt professor emerita i migrationsforskning vid teologiska fakulteten vid Lunds universitet sedan 2011. Hon prästvigdes för Svenska kyrkan 1982 och blev professor 1997. Hon var ledamot av Svenska kyrkans läronämnd till oktober 2013. Hon lämnade därefter samfundet och avsade sig ämbetet då hon ansåg att Svenska kyrkan sekulariserats.